# Aploactis aspera
Aploactis aspera är en fiskart som först beskrevs av Richardson, 1845.  Aploactis aspera ingår i släktet Aploactis och familjen Aploactinidae. Inga underarter finns listade i Catalogue of Life.